# Бауэр-Билодо, Касс
Кассандра Сью «Касс» Бауэр-Билодо (англ. Cassandra Sue "Cass" Bauer-Bilodeau; род. 27 июня 1972 года в Хайшеме, штат Монтана, США) — американская профессиональная баскетболистка, которая выступала в женской национальной баскетбольной ассоциации. Не выставляла свою кандидатуру на драфт ВНБА 1999 года, но ещё до старта очередного сезона ВНБА подписала соглашение с командой «Шарлотт Стинг». Играла на позиции тяжёлого форварда и центровой.

## Ранние годы
Касс Бауэр родилась 27 июня 1972 года в небольшом городке Хайшем (штат Монтана), у неё есть старшие брат, Ник, и четыре сестры, Элейна, Миколь, Стефани и Эмили.